# Селищенская волость (Покровский уезд)
Селищенская волость — историческая административно-территориальная единица в составе Покровского уезда Владимирской губернии, существовавшая в 1803—1924 годах. Административным центром волости была деревня Селищи. Здесь располагалось волостное правление, а также фельдшерский пункт.

## География
Селищенская волость располагалась в юго-восточной части Покровского уезда. С севера волость граничила с Покров-Слободской, Липенской и Караваевской волостями Покровского уезда, с востока и юго-востока с Березниковской и Ягодинской волостью Судогодского уезда, с юго-запада с Егорьевским уездом Рязанской губернии.

## История

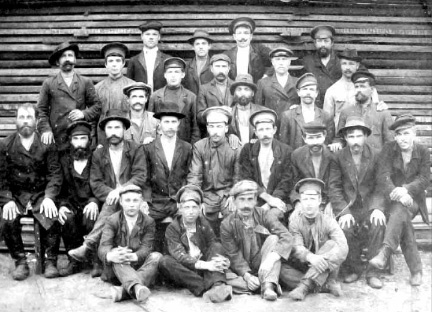
Бригада плотников Селищенской волости Покровского уезда Владимирской губернии на заработках в Одессе. Начало 20 в.

В середине XII — начале XIII веков территория принадлежала Ростово-Суздальскому княжеству.
Селищенская волость образована в 1803 году в составе Покровского уезда Владимирской губернии.
5 января 1921 года волость была передана в Орехово-Зуевский уезд Московской губернии.
7 апреля 1924 года Селищенская волость была включена в состав Ленинской волости.
В настоящее время территория Селищенской волости находится в составе городского поселения Мишеронский Шатурского района.
В середине XX века девять деревень (Баженово, Борисово, Курилово, Мишунино, Передел, Подболотная, Селищи, Спиридово и село Илкодино), веками существовавших на севере Шатурского района были принудительно переселены в соседние округи. Многие жители этих деревень называли случившееся трагедией. Освободившиеся земли были отданы под артиллерийский полигон, который спустя полгода ликвидировали.

## Волостное правление
По данным на 1900 год: волостной старшина — Алексей Евдокимович Токарев, писарь — Николай Васильев.
По данным на 1910 год: волостной старшина — Степан Маслов, писарь — Василий Моренов.

## Состав
В 1890 году Селищенская волость Покровского уезда включает 7207 десятин крестьянской земли, 16 селений, 700 крестьянских, 30 не крестьянских дворов, 4062 души обоего пола (1699 мужчин, 2363 женщины).
На 1895 год в состав Селищенской волости входило 2 села и 12 деревень, а также погост Никола-Пустое поле.
| Вид     | Наименование 1895 год | Наименование 1905 год                      | Население, чел. (1895 год) | Население, чел./дворов (1905 год) |
| ------- | --------------------- | ------------------------------------------ | -------------------------- | --------------------------------- |
| деревня | Селищи                | Селищи                                     | 493                        | 528 / 71                          |
| деревня |                       | Андреевка                                  |                            | 190 / 22                          |
| село    | Илкодино              | Илкодино                                   | 459                        | 503 / 89                          |
| деревня | Мишунино              | Мишунино                                   | 389                        | 387 / 65                          |
| деревня | Борисово              | Борисово                                   | 317                        | 335 / 53                          |
| деревня | Спиридово             | Спиридово                                  | 499                        | 559 / 67                          |
|         |                       | пристань Морозова                          |                            | 23 / 2                            |
| погост  |                       | Николо-Пустопольский                       |                            | 20 / 7                            |
| деревня | Курилово              | Курилово                                   | 212                        | 201 / 22                          |
| деревня | Бажаново              | Бажаново                                   | 286                        | 299 / 42                          |
|         |                       | Стеклянный завод Костеревых                |                            | 362 / 42                          |
| деревня | Подболотная           | Подболотная                                | 153                        | 417 / 59                          |
| деревня | Передел               | Передел                                    | 424                        | 398 / 59                          |
| деревня | Лемешнево             | Лемешнево                                  | 277                        | 253 / 38                          |
| деревня | Гармониха             | Гармониха                                  | 518                        | 578 / 59                          |
| деревня | Семеновская           | Семёновка                                  | 405                        | 455 / 52                          |
| деревня |                       | Захаровка                                  |                            | 50 / 9                            |
| село    | Власовское            | Власовское                                 | 648                        | 754 / 79                          |
| деревня | Дмитровка             | Дмитровка (близ деревни имение Петровских) | 521                        | 585 / 71                          |

## Местные и отхожие промыслы
Местные кустарные промыслы в волости не были развиты, крестьяне занимались хлебопашеством. Небольшая часть крестьян занимались отхожими промыслами. В 1895 году на заработки уходили 338 мужчин и 25 женщин, а также 28 подростков, что составляло 6,5 % населения всей волости. Среди них в основном были плотники, столяры и прислуга. Занятия местными промыслами не отмечено.

### Валка, пилка и сплавка леса
Валка, пилка и сплавка леса — три операции одного промысла. С начала зимы, как выпадает снег, начинается валка и разделка леса. Потом те же промышленники к весне подвозили его к реке, вязали в плоты и, как тронутся реки и уровень воды поднимется, связанные и заготовленные на берегу плоты сплавляли вниз на Клязьму во Владимир или дальше. Занимаются этим промыслом почти исключительно в
юго-восточной части Покровского уезда — в Селищенской волости, богатой лесными угодьями. В 1908 году в Селищенской волости этим промыслом было занято 760 человек, когда по всему уезду подобных
промышленников 830. В Финеевской волости работает 46 человек. Наряду с мужчинами занимаются подвозкой и сплавкой леса также и женщины (по уезду — 622 мужчины и 207 женщин).
После сплавки леса, с начала мая до Петрова дня, начинали пилить лес. В пилке принимали участие и сторонние рабочие — Гороховецкие и Меленковские крестьяне. Местные больше занимались поперечной пилкой, сторонние почти исключительно продольной. Рабочий день начинался с 3 часов утра и кончается в 10 часов вечера. Днём с 9 часов до 3 — отдых.
Сплавлять лес вниз по Поле и Клязьме нанимались особые посредники, собирающие артель из 10—15 человек, или же сами вальщики, если они взялись валить лес с доставкой на место. На плот в 72 бревна полагалось два плотогонца — мужчина и женщина. По притокам Клязьмы сплавляли одиночные плоты, на Клязьме они связывались попарно и их гнали уже 4 человека. При хорошей погоде до Владимира плот догоняли за 2 дня, при плохой — за 4—5 дней. Ночью не гнали. Чтобы согреваться на сыром, холодном весеннем ветру, сплавщики потребляли большое количество водки; водка выдавалась от заказчика. За все половодье — 2 месяца, пара рабочих (мужчина и женщина) получали 25—30 рублей на хозяйских харчах, причем мужчине платили 17—20 рублей, а женщине 7—10 рублей.

### Выпойка телят
В 1908 году в Покровском уезде этим промыслом занято более 300 дворов и более 425 человек преимущественно в Копнинской, Селищенской и в Покрово-Слободской волостях. Выпойкой телят занимаются исключительно женщины. Выпаивают телят только те дворы, что имеют по 2 и более коров. Сущность промысла заключается в том, что телёнка до 3-х недель отпаивают чистым молоком (2 раза в день, весной — 3 раза, на что уходит в день по 1/4 ведра). С 3-недельного возраста и до 8—10 недельного к молоку прибавляют до 1/3 воды. Молока уходит до 2/9 ведра, но к нему прибавляют лепешек из пшеничной муки 2-го сорта. Таким образом при 3 коровах выпаивают до 8 телят. Когда теленок достигнет 6—8 недель, его продают особым скупщикам-телятникам за 15—16 рублей.

## Храмы
- Церковь Рождества Пресвятой Богородицы на Никольском погосте (Никола-Пустое поле)
- Храм Рождества Христова в селе Илкодино
- Церковь Покрова Пресвятой Богородицы в селе Власово